# Ilya Iosifovich Zaslavskiy

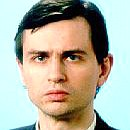
Ilya Zaslavskiy, vor 1994

Ilya Iosifovich Zaslavskiy (englische Transkription; russisch Илья Иосифович Заславский Ilja Iossifowitsch Saslawski, wissenschaftliche Transliteration Il'ja Iosifovič Zaslavskij; * 31. Januar 1960 in Moskau, Sowjetunion) ist ein russischer Politiker der Perestroika, Aktivist und Spezialist für die Rechte behinderter Menschen und Unternehmer. Er war Abgeordneter im Volksdeputiertenkongress der UdSSR, Abgeordneter der Staatsduma der Russischen Föderation, stellvertretender Minister der Russischen Föderation für Landpolitik, Bau und Wohnen sowie Mitglied im Komitee der Vereinten Nationen zur internationalen Dekade der Menschen mit Behinderungen.
Zaslavskiy lebt in Berlin. Er ist unter der englischen Transkription seines Namens bekannt und nutzt diese auch in Deutschland. Die Aussprache des Familiennamens beginnt mit einem stimmhaften S.

## Frühe Biographie

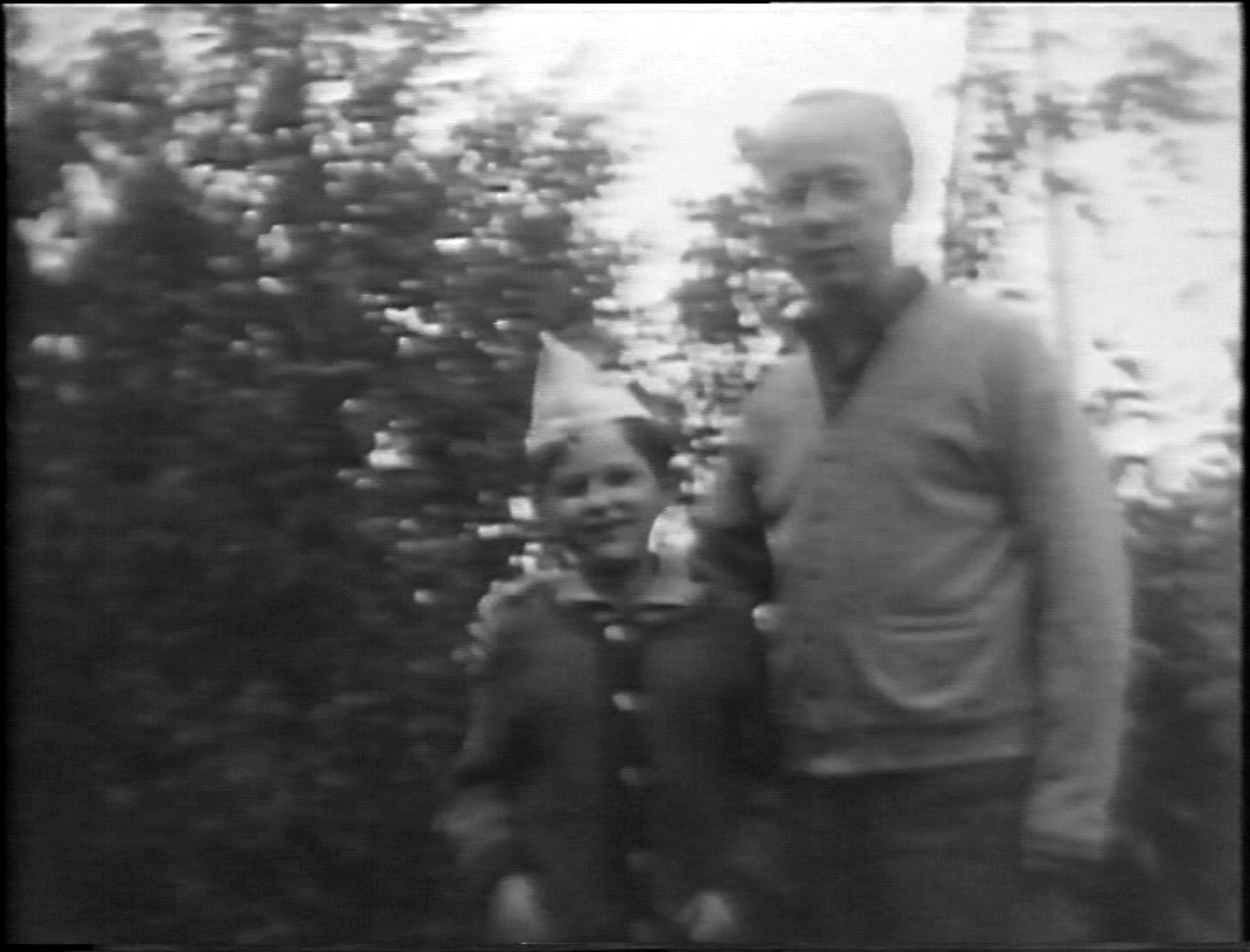
Ilya Zaslavskiy als Kind mit seinem Vater

Ilya Zaslavskiy wurde am 31. Januar 1960 als Sohn von Josef und Emilia Zaslavskiy geboren. Aufgrund einer schweren Kindheitserkrankung konnte Zaslavskiy seine Beine nur eingeschränkt benutzen. Er konnte nicht zur Schule gehen, stattdessen unterrichteten ihn Lehrer zuhause.
Entgegen der damals in der Sowjetunion wie heute in der Russischen Föderation üblichen Praxis, Menschen mit Behinderungen in sogenannten Internaten in staatliche Unterbringung zu nehmen, konnte Zaslavskiy studieren und erlangte 1985 den Doktorgrad (Kandidat der Wissenschaften). Als Forscher veröffentlichte er 30 wissenschaftliche Arbeiten, darunter ein Buch.
Bereits als Student sammelte er journalistische Erfahrungen. Auch nach Studienabschluss schrieb er zunächst für die Zeitschrift Chemie und Leben, bevor er in einem quasi unternehmerisch geführten Forschungslabor tätig wurde und rasch Einkommen erzielte. Da kapitalistische Unternehmungen in der damaligen kommunistischen Sowjetunion unter Strafe standen (etwa Todesstrafe durch Erschießen für Devisenhandel), wurden diese Ansätze jedoch vonseiten der Universität rasch unterbunden.
Nachdem er in einer Tageszeitung von Michail Gorbatschows Verfassungsrevision vom 1. Dezember 1988 gelesen hatte, die erstmals demokratische Wahlen ermöglichte, entschloss sich Zaslavskiy, eine politische Laufbahn in Angriff zu nehmen.

## Politische Karriere

### Volksdeputiertenkongress
Nominierung von Ilya Zaslavskiy als Kandidat zum Volksdeputierten-kongress der UdSSR im Vorstand der Bezirksgemeinschaft für Behinderte Oktjabrski am Silvesterabend 1988 (Fotoserie).

Link zum Bild

Im Jahr 1988 wurde Zaslavskiy im Moskauer Bezirk Oktjabrski von der Bezirksgemeinschaft für Behinderte als Kandidat zum Volksdeputiertenkongress der UdSSR nominiert. Die Nominierung eines unabhängigen Kandidaten durch einen Behindertenverband erregte großes öffentliches Aufsehen.
Trotz Opposition von kommunistischen Behörden und nationalistischen Kräften erreichte er mit seinen Forderungen, insbesondere nach mehr Anerkennung und Unterstützung für behinderte Menschen, und seinem rhetorischen Geschick große Teile der Bevölkerung. Prominente Unterstützung erhielt er zudem unter anderem von Kosmonaut Georgi Gretschko und Menschenrechtsaktivist Andrei Sacharow. Bei der Wahl am 26. März 1989 setzte sich Zaslavskiy gegen den Kandidaten der kommunistischen Partei, Fernsehkommentator Alexander Krutow, schließlich mit 55 % der Stimmen durch.
Ilya Zaslavskiy besucht am 14. März 1989 mehrere Wahlkampfveranstaltungen; mit dabei: seine Tochter Nastia (Fotoserie).

Link zum Bild

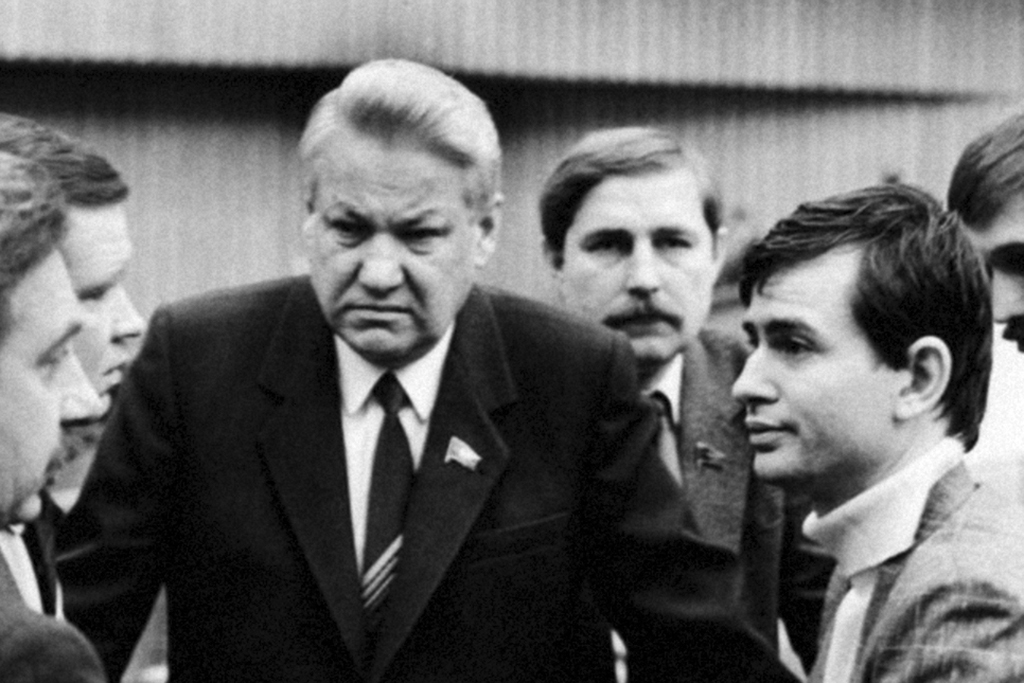
Boris Jelzin (mittig) und Ilya Zaslavskiy (vorne rechts) auf dem Volksdeputiertenkongress 1989

Auf dem ersten Volksdeputiertenkongress schlug Zaslavskiy ein umfassendes Programm von Maßnahmen zur Verbesserung der Lebensumstände von behinderten Menschen in der UdSSR vor. Weil er sich zudem in Opposition zur kommunistischen Mehrheit für radikale wirtschaftliche Reformen einsetzte, wurde er nicht in den Obersten Sowjet gewählt, stattdessen aber zum Vizepräsidenten des Komitees für Veteranen und Behinderte des Obersten Sowjets ernannt. Von dort aus konnte er seine Forderungen einbringen und umsetzen (siehe auch Abschnitt Rechte behinderter Menschen). Noch im Jahr 1989 organisierte er zudem die Reise eines Teams behinderter russischer Skifahrer nach Breckenridge in den Vereinigten Staaten.

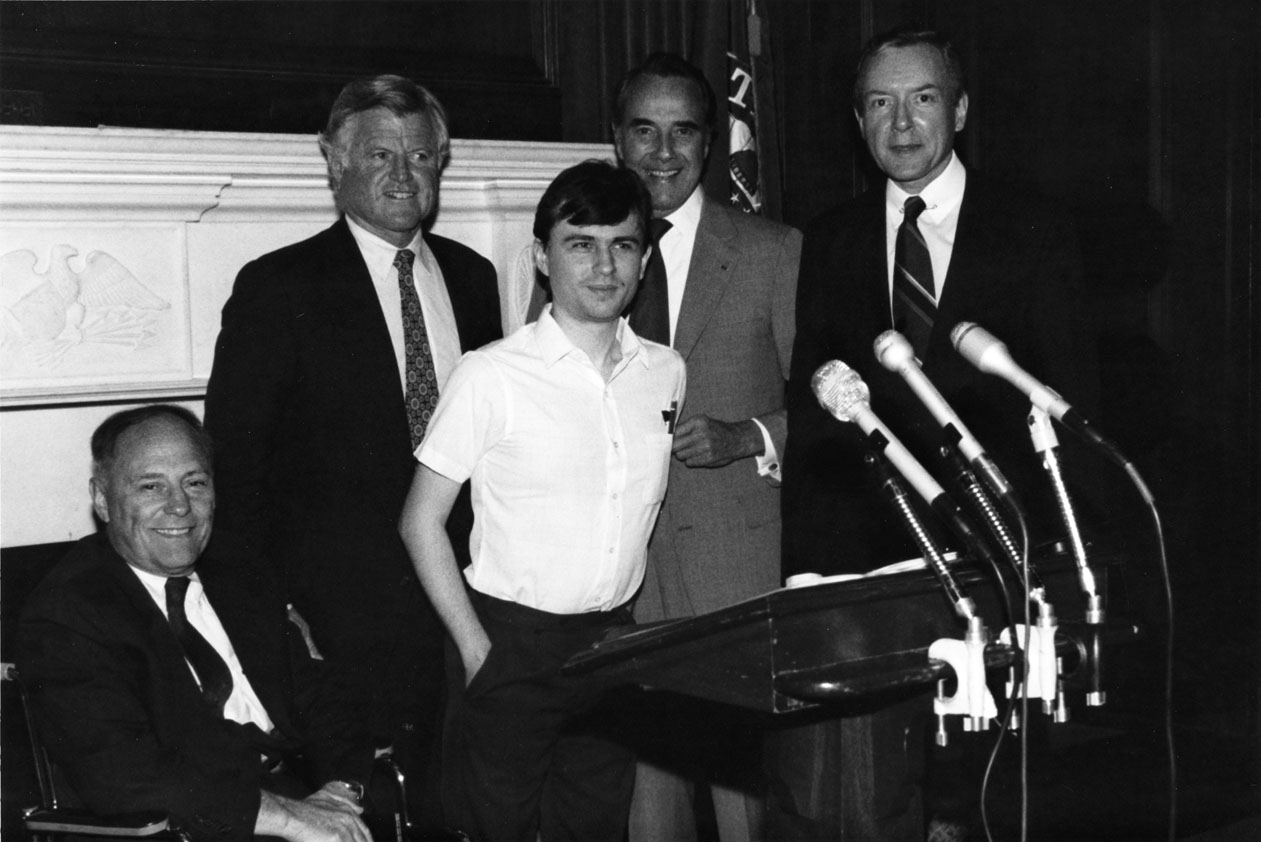
Ilya Zaslavskiy (mittig) mit Alan Reich (links), Edward Kennedy (2. von links) und Bob Dole (2. von rechts)

Dort war seine Wahl zum Volksdeputierten mit großem Interesse aufgenommen worden: Der Vorsitzende der US-amerikanischen National Organization on Disability, Alan A. Reich, hatte Ilya Zaslavskiy im April 1989 telefonisch gratuliert; kurz darauf sprach Senator Bob Dole – selbst Kriegsversehrter des Zweiten Weltkriegs – dem jungen Volksdeputierten eine Einladung nach Washington aus. Am 7. September 1989 trafen sich Zaslavskiy, Reich, Dole und Edward Kennedy, der den Americans with Disabilities Act in den Senat eingebracht hatte, für einen fachlichen Austausch im Kapitol. Kurz darauf wurde Zaslavskiy Mitglied im UN-Komitee zur internationalen Dekade der Menschen mit Behinderungen.
Zurück in Moskau positionierte Ilya Zaslavskiy sich als überzeugter Gegner der Alleinherrschaft der kommunistischen Partei unter Gorbatschow. So berichtet David Remnick, wie er am 15. Dezember 1989 im Staatlichen Kremlpalast Zeuge einer Auseinandersetzung wurde, bei der Zaslavskiy gegen Gorbatschows Anordnung und dessen „Zorn in den Augen“ vor dem Parlament aufstand, um einen Gedenktag zu Ehren des tags zuvor verstorbenen Dissidenten Andrei Sacharow zu fordern.

### Kommunalwahlen
Abgesehen von solchen rhetorischen Akten des Widerstands waren die führenden Mitglieder der demokratischen Opposition in der Sowjetunion, organisiert in der landesweiten Bewegung Demokratisches Russland (Демократическая Россия), im nationalen Parlament weitgehend machtlos. Im Zuge der folgenden Konzentration auf lokale Wahlen ließ sich Zaslavskiy, eines der bekanntesten Mitglieder von Demokratisches Russland, im Jahr 1990 in seinem Heimatbezirk Oktjabrski zu den Kommunalwahlen aufstellen. Als überzeugter Unternehmer trat er mit dem Wahlversprechen an, den „Kapitalismus in einem Bezirk“ zu errichten, eine Provokation der Staatsdoktrin des „Sozialismus in einem Land“.
Parallel zu seiner eigenen Kandidatur organisierte Zaslavskiy den Wahlkampf: Er ließ Wählerbefragungen durchführen, am Embargo der Staatsbetriebe vorbei Flugblätter drucken, Wahlkampfveröffentlichungen von Psychologen optimieren und er beriet andere demokratische Kandidaten. Die Maßnahmen zeigten Wirkung und Zaslavskiy wurde sowohl in das Bezirksparlament gewählt, als auch zu dessen Vorsitzenden.
Als neuer Bezirksvorsteher erleichterte Zaslavskiy die Gründung von Parteien sowie Redaktion und Vertrieb von regimekritischen Zeitungen. Zudem verlegte er die Räume der kommunistischen Partei innerhalb der Verwaltungsgebäude des Bezirks in schlichtere Büros und forderte mehr Kompetenzen für sich von der Zentralregierung, etwa über Personalentscheidungen bei der Polizei. Sein Wahlversprechen zum Kapitalismus löste er ein: Innerhalb von zwölf Monaten hatten sich 4500 Kleinunternehmen, etwa die Hälfte aller damaligen Moskauer Privatunternehmen, im Bezirk angesiedelt; die Steuereinnahmen verdreifachten sich auf 250 Millionen Rubel pro Jahr.
Aufgrund von wachsendem Widerstand aus der Bevölkerung gegen seine kapitalistischen Reformen und Unklarheiten über die Verwaltungsstruktur trat Zaslavskiy jedoch bereits am 8. Juli 1991 wieder von seinem Amt als Bezirksvorsteher zurück und wurde stattdessen zum Bevollmächtigten des Bürgermeisters ernannt.

### Augustputsch
Der sowjetische Präsident Michail Gorbatschow spricht bei einem öffentlichen Trauergottesdienst für die in der Nacht des 21. August 1991 verstorbenen Verteidiger der Demokratie. Rechts im Bild neben Gorbatschow: Ilya Zaslavskiy.

Link zum Bild

Vom 19. bis 21. August 1991 fand ein Putschversuch statt, bei dem strukturkonservative Funktionäre und orthodoxe Kommunisten versuchten, in Moskau mit Waffengewalt die Macht zu übernehmen, während sie den amtierenden Staatspräsidenten Gorbatschow auf der Krim festsetzten. Dies gelang nicht, Gorbatschow blieb de jure im Amt. De facto allerdings verlor er die Kontrolle über die Sowjetunion: Der zuvor am 12. Juni 1991 zum Präsident der Sowjetrepublik Russland gewählte Boris Jelzin etwa sprach sich zwar gegen die Putschisten aus und verbarrikadierte sich im Weißen Haus, gleichzeitig übernahm er aber die Kontrolle in Moskau (und ließ später im November desselben Jahres die KPdSU, die Partei Gorbatschows und auch der Putschisten, in Russland verbieten). Die Sowjetrepublik Ukraine zudem erklärte am 24. August 1991 ihre Unabhängigkeit von der Union.
Ilya Zaslavskiy positionierte sich als einer der Anführer von Demokratisches Russland klar gegen die kommunistischen Putschisten und für den demokratisch gewählten Jelzin (vergleiche dazu auch Abschnitt Politische Positionen). Während des Putschversuchs gehörte Zaslavskiy zu den Verteidigern des Weißen Hauses, zusammen mit weiteren Prominenten, wie etwa dem Cellisten Mstislaw Rostropowitsch.
In einem letzten Versuch, die Sowjetstaaten in einer Union zu halten, trat Michail Gorbatschow am 24. August 1991 als Generalsekretär der KPdSU zurück und bat den Anfang September 1991 außerordentlich zusammengerufenen 5. Volksdeputiertenkongress, die Verfassung und Zentralregierung der Sowjetunion auszusetzen sowie sich selbst aufzulösen. Ziel war eine Verlagerung der Regierungsgewalt auf die örtlichen Exekutiven und somit eine Stabilisierung der Lage. Für diesen Plan ließ sich allerdings keine Mehrheit organisieren. Am Rande dieses Kongresses kommentierte Ilya Zaslavskiy die festgefahrene Lage wie folgt: „Es ist nicht korrekt zu behaupten, der Kongress sei in die Knie gezwungen worden. Dieser Kongress war überhaupt niemals auf den Beinen.“ In Anspielung auf die Auflösung der Konstituierenden Versammlung durch die Bolschewiki 1918 („Die Wache ist müde“) behauptete er zudem, es seien „nicht die Wachen müde, sondern die Leute“.
Am 5. September 1991 vertagte sich der Volksdeputiertenkongress der UdSSR selbst. Zaslavskiy, der in dieser Wahlperiode Mitglied des Obersten Sowjets war, setzte seine parlamentarische Tätigkeit in dieser Funktion fort, bis der Kongress schließlich am 26. Dezember 1991 aufgelöst wurde. Dies markierte Zaslavskiys letzten Tag als Volksdeputierter, da er im Nachfolgeorgan, dem Volksdeputiertenkongress der RSFSR, nicht vertreten war. Die Kammer wurde im Anschluss an die verfassungswidrige Auflösung durch Boris Jelzin während der sogenannten Russischen Verfassungskrise 1993 per Referendum durch die Staatsduma ersetzt.

### Staatsduma
Am 12. Dezember 1993 fanden die ersten nationalen Wahlen in der Russischen Föderation, Rechtsnachfolgerin der Sowjetunion, statt. Ilya Zaslavskiy trat für den Wahlblock Die Wahl Russlands, einen Zusammenschluss konservativer und liberaler Parteien, an. Die Wahl Russlands erhielt als zweitstärkste Kraft 15,51 % der Stimmen und 64 Sitze, einer davon entfiel auf Zaslavskiy. Ziele des Blocks waren die Schaffung eines schlanken Staats und guter Bedingungen für das Wachstum neuer Unternehmen, sowie Schutz des Privateigentums und der demokratischen Freiheiten (kurz: „Freiheit, Eigentum, Legalität“).
Bei den Wahlen zur Staatsduma 1995 kandidierte Zaslavskiy erneut, diesmal für den Block Russlands demokratische Wahl – Vereinigte Demokraten. Der Block scheiterte jedoch national an der Fünfprozenthürde und in vielen Wahlkreisen an demokratischen Mitbewerbern der linksliberalen Partei Jabloko, so auch im Fall von Zaslavskiy, der keinen Sitz im Parlament erhielt.

### Exekutive

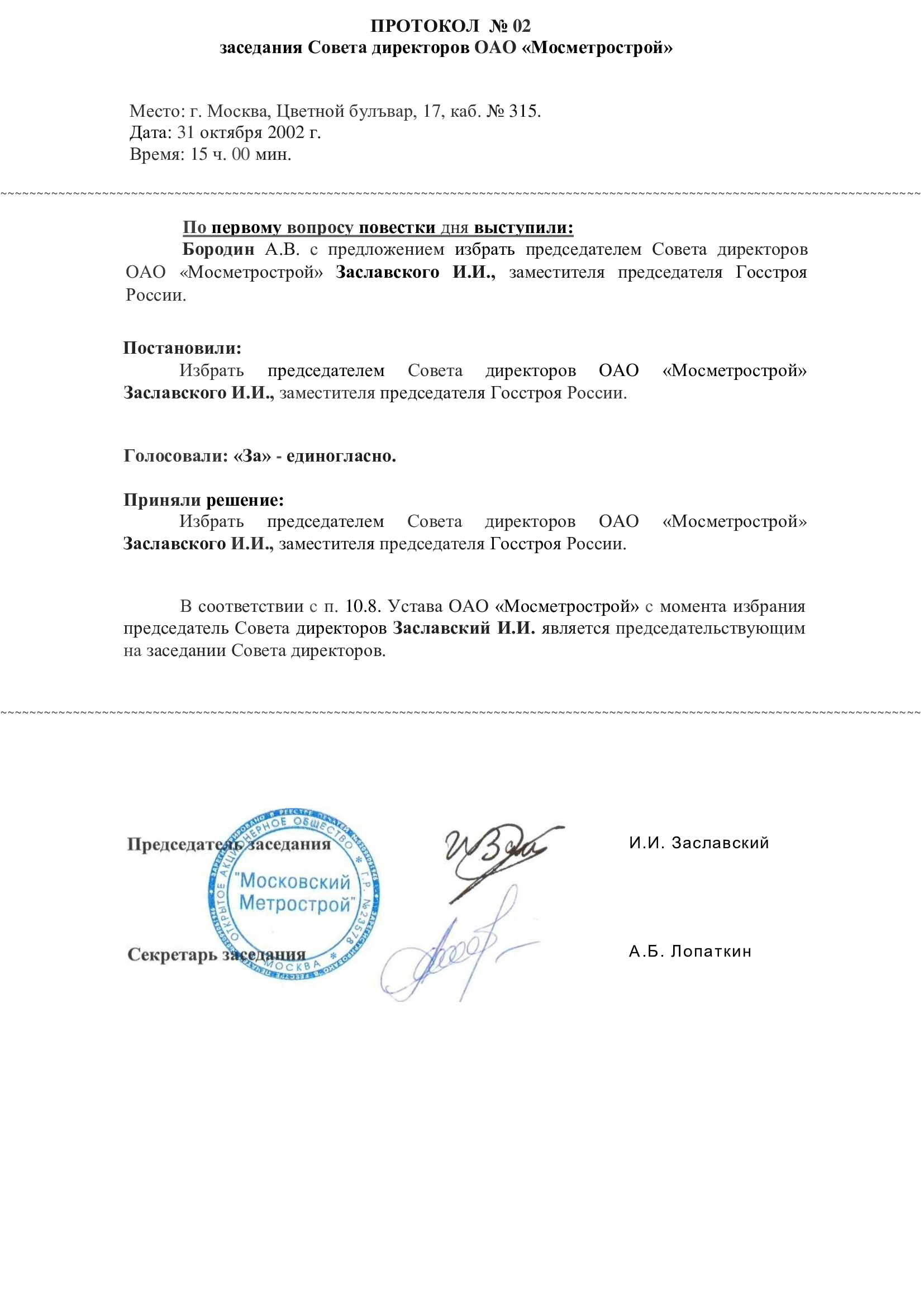
Ernennungsurkunde für Ilya Zaslavskiy zum Vorstandsvorsitzenden (Совет директоров) von Mosmetrostroy

Nach der Entlassung des gesamten Kabinetts durch Jelzin im März 1998 wurde Zaslavskiy zum stellvertretenden Minister im Ministerium für Landpolitik und Bau (Ministerium von Zemstroy der Russischen Föderation, [Минземстроя РФ]) unter Ilja Juschanow und anschließend zum stellvertretenden Vorsitzenden des Staatskomitees für Bau-, Architektur- und Wohnungspolitik (Gosstroy der Russischen Föderation, [Госстрой РФ]) unter Anwar Schamuzafarow ernannt. Aus dieser Stellung wurde er 2003 entlassen und konzentrierte sich auf den Vorsitz der OAO Mosmetrostroy, welche die Metro Moskau baute.
Seither betätigt sich Zaslavskiy als Geschäftsmann, seit 2014 auch in Deutschland.

## Ansichten und Vermächtnis

### Politische Positionen
In seiner russischen Heimat wie auch im Ausland fiel Zaslavskiy durch seine Analysen und selbstbewussten Positionen auf, die sich vor allem gegen nationalistische und totalitäre politische Ideologien richten. In einer Rede vor dem National Endowment for Democracy legte der damals 30-jährige im Juli 1990 zudem detailliert seine Einschätzungen zum Zustand der sowjetischen Gesellschaft und den politischen Prozessen um den Zerfall der Sowjetunion dar.

#### Anti-Kommunist
In der Rede machte Zaslavskiy das kommunistische Regime für einen „schizophrenen“ Zustand der sowjetischen Zivilgesellschaft verantwortlich, welcher ein Resultat der Oktoberrevolution sei. Nur ein Aufbrechen stabiler sozialer Strukturen und Ersticken der Eigenentwicklung der Gesellschaft durch die „Maschine des kommunistischen Regimes“ habe es der sozialistischen Nomenklatura überhaupt ermöglicht, politische Avantgarde zu bleiben. In Ermangelung politischer Parteien und belastbarer Netzwerke sei die Einzelperson zum sarkastisch als Homo Sovieticus bezeichneten Menschentypus verkommen. Nach Zaslavskiys Auffassung sei dieser „homogene, destrukturierte“ Zustand einer Gesellschaft nicht normal und generiere einen Bedarf an Führung von oben und somit faschistische Tendenzen.

#### Perestroika

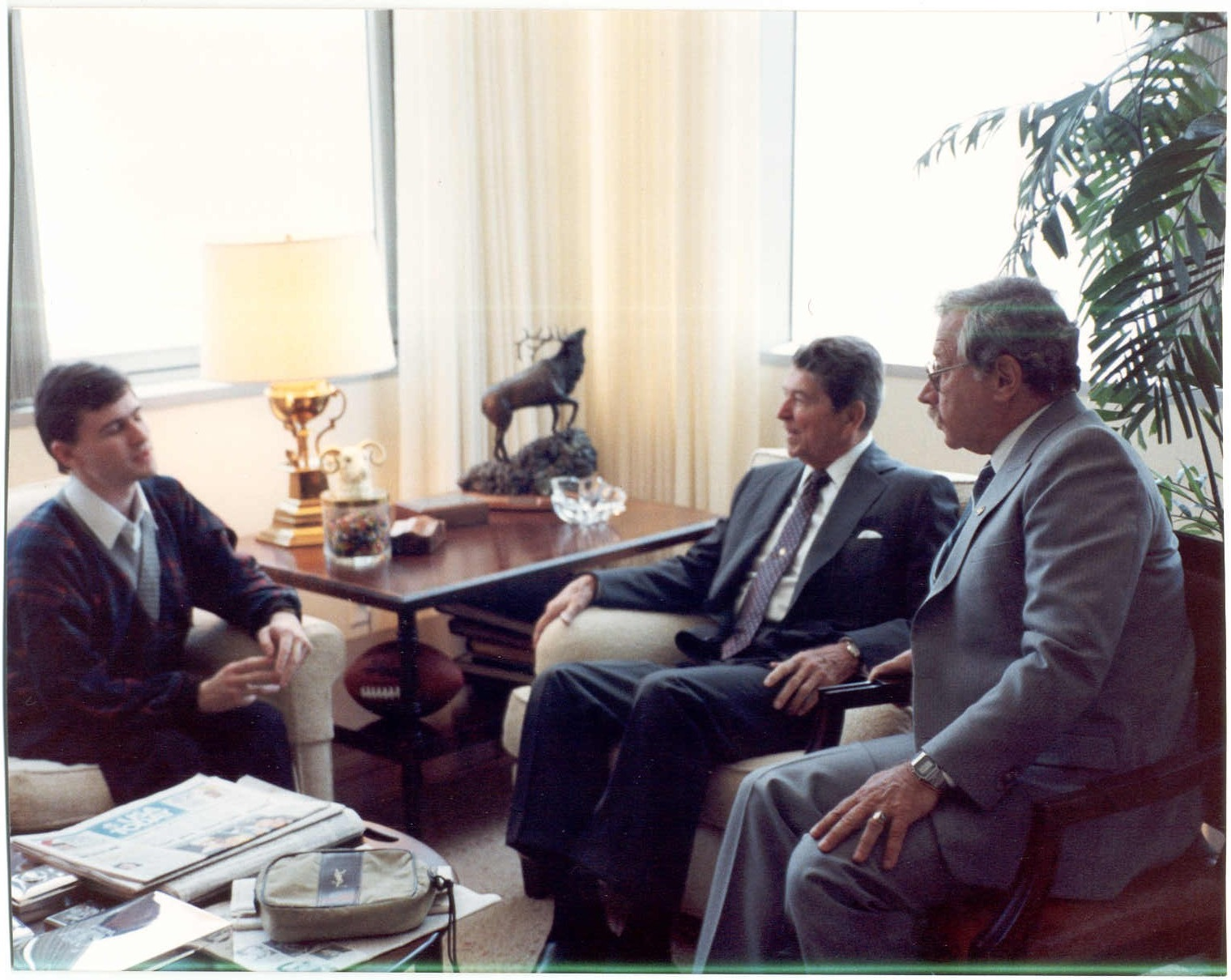
Ilya Zaslavskiy, Ronald Reagan, und Si Frumkin 1990 bei einem Treffen in Los Angeles

Zaslavskiy zufolge sei ein Mit-Urheber der Perestroika, also der Modernisierung der sowjetischen Gesellschaft, neben Michail Gorbatschow auch Ronald Reagan gewesen. Dieser habe durch seine harte Linie Änderungen im kommunistischen System provoziert, etwa Gorbatschows Wahlrechtsreform. Das Zutagetreten der starken Opposition im Baltikum und auch in Russland in demokratischen Wahlen habe eine Restrukturierung der Sowjetunion, wie die von Gorbatschow auf dem 28. Parteitag der KPdSU im Juli 1990 vorgeschlagene Union Souveräner Staaten, unvermeidbar gemacht. Obwohl große Teile der kommunistischen Partei in Opposition zu den Reformen gestanden hätten, seien diese doch zwingend erforderlich gewesen – ein Novum für die sowjetische Gesellschaft. Dieser Umstand, kombiniert mit der volkswirtschaftlichen Notwendigkeit schneller Beschlüsse, habe es Boris Jelzin ermöglicht, die interne Opposition innerhalb der KPdSU zu aktivieren und die Partei auf einen Scheideweg zwischen Gorbatschows totalitärer und Jelzins demokratischer Gesellschaftsordnung zu bringen.
Zaslavskiys Einschätzung der Lage auf dem 28. Parteitag der KPdSU wurde von deutschen politischen Beobachtern der Zeit geteilt. Seine Aussage zu Reagan als Mit-Urheber der Perestroika wird in den USA gerne zitiert. Angesprochen auf die lange Anreise zu einem persönlichen Treffen mit Reagan sagte Zaslavskiy einmal: „Ich würde eine Woche, einen Monat reisen, bloß um seine Hand zu schütteln.“

### Soziale Themen

#### Rechte behinderter Menschen
Selbst körperlich behindert, setzte sich Ilya Zaslavskiy besonders für die Rechte behinderter Menschen ein. Mit seinen öffentlichen Forderungen nach einer Grundrente sowie besserer Teilhabe, etwa Zugang zu Bildung oder schlicht den öffentlichen Verkehrsmitteln, sowie sozialer und psychischer Rehabilitation von Behinderten legte er den Grundstein für die Entwicklungen der nächsten zwanzig Jahre in seinem Heimatland: Der von ihm im Komitee für Veteranen und Behinderte des Obersten Sowjets mit entwickelte Entwurf wurde 1990 als Gesetz Über die Grundprinzipien des sozialen Schutzes behinderter Menschen in der UdSSR beschlossen. Zwar verzögerte der Zerfall der Sowjetunion die Umsetzung, doch wurde 1995 im neuen Parlament, wiederum mit der Stimme Zaslavskiys, ein Gesetz Zum sozialen Schutz von behinderten Personen in der Russischen Föderation angenommen. Dessen Vorgaben wurden 2005 durch die Staatliche Liste von Rehabilitationsmaßnahmen, technischen Mitteln der Rehabilitation und Hilfeleistungen für behinderte Menschen ergänzt.
Als Mitglied im UN-Komitee zur internationalen Dekade der Menschen mit Behinderungen, die von 1982 bis 1993 dauerte, erarbeitete Zaslavskiy die am 20. Dezember 1993 beschlossenen Rahmenbestimmungen für die Herstellung der Chancengleichheit für behinderte Menschen, Vorläufer der 2006 verabschiedeten UN-Behindertenrechtskonvention.

#### Stellung von Juden
Gegen Ende des Zarenreichs und später in der Sowjetunion, insbesondere unter Leonid Breschnew, herrschte ausgeprägter Antisemitismus in der Gesellschaft und von staatlicher Seite (siehe auch Artikel Geschichte der Juden in Russland). Auch Ilya Zaslavskiy und seine Eltern waren als Juden von diesem staatlichen Antisemitismus betroffen: So war der Status als jewrej (еврей, „Jude“) im Personalausweis vermerkt, ihm wurde der Zugang zu den angesehenen Universitäten verweigert und im Wahlkampf zum Volksdeputiertenkongress versuchten antisemitische Kräfte, seinen Status als Jude gegen ihn zu verwenden.
In der Folge nutzte und nutzt Zaslavskiy seine exponierte Stellung als Politiker, um sich gegen Antisemitismus und für ein selbstbewusstes Jüdischsein zu stellen. Er thematisiert seine kulturelle Identität regelmäßig in der Öffentlichkeit, etwa in einem ZDF-Dokumentarfilm und einem Tagesspiegel-Interview. Insbesondere positioniert er sich explizit als Jude innerhalb der politischen Debatte nichtjüdischer Nationen – und somit gegen ein typisches antisemitisches Motiv, wonach Juden zu einer solchen „Einmischung“ nicht berechtigt seien.
Ferner unterstützt Ilya Zaslavskiy die Leo Baeck Foundation und das Ernst Ludwig Ehrlich Studienwerk (ELES) bei der Einrichtung eines jüdischen Thinktanks in Deutschland.

## Trivia
Bei seinen Wählern war Ilya Zaslavskiy für einen betont informellen Kleidungsstil bekannt: Stets ohne Krawatte, nie in einem Anzug, aber häufig in dem für ihn typischen karierten Pullover.
Zaslavskiy ist amtierender Staatsrat der Russischen Föderation, 3. Klasse.
Zaslavskiy ist in zweiter Ehe verheiratet. Aus der ersten Ehe mit Alewtina Nikitina, einer Abgeordneten der Stadtduma von Moskau, ging Tochter Anastasia (* 1987) hervor, aus der zweiten Ehe mit Alla Kossova, Leiterin eines Gosstroy-Unternehmens, die Tochter Antonina (* 2003).